# Floricomus praedesignatus
Floricomus praedesignatus là một loài nhện trong họ Linyphiidae.
Loài này thuộc chi Floricomus. Floricomus praedesignatus được Bishop & Crosby miêu tả năm 1935.